# Адамчук Валерій Васильович
Валерій Васильович Адамчук (нар. 2 січня 1954, Зарічанка) — український науковець-агроінженер, доктор технічних наук, професор, академік Національної академії аграрних наук України. Директор Національного наукового центру «Інститут механіки та автоматики агропромислового виробництва НААН України», головний учений секретар Національної академії аграрних наук України

## Біографія
Народився у селі Зарічанка Чемеровецького району на Хмельниччині в родині колгоспників. Закінчив факультет механізації сільського господарства Української сільськогосподарської академії (м. Київ), учень академіка Бориса Драганова.
Маючи хист та любов до науки, Валерій Адамчук був ще й завзятим спортсменом. Протягом усіх років навчання він очолював збірну академії з волейболу.
Обдарованого студента запросили до Українського науково-дослідного інституту механізації та електрифікації сільського господарства, де він з 1976 по 2007 рр. пройшов шлях від старшого інженера до заступника директора з наукової роботи. У 2007—2011 рр. обіймав посаду віце-президента — головного вченого секретаря Національної академії аграрних наук України. У червні 2011 р., В. В. Адамчука призначено директором Національного наукового центру «Інститут механізації та електрифікації сільського господарства» (нині — «Інститут механіки та автоматики агропромислового виробництва НААН України»).
Дисертацію на здобуття наукового ступеня кандидата технічних наук захистив у 1985 р., доктором технічних наук став у 2006 р. Він — автор та співавтор понад 700 наукових праць, у тому числі 35 книг, 58 брошур. Має понад 250 винаходів, захищених авторськими свідоцтвами та патентами.
За результатами досліджень та за безпосередньою його участю розроблено понад 20 найменувань технічних засобів, 19 з яких успішно пройшли державні приймальні випробування і рекомендовані до серійного виробництва. Розробки В. В. Адамчука за техніко-економічними показниками не поступаються найкращим зарубіжним зразкам, водночас ціна їх у 2–3 рази нижча від зарубіжних аналогів.
Валерій Васильович був головою експертної ради ВАК України з галузевого машинобудування (з 2008), зараз є головою експертної ради МОН з питань проведення експертизи дисертаційних робіт з машинознавства та машинобудування; віце-президент і член Правління ВГО «Українська асоціація аграрних інженерів», входить до складу двох комісій МОН та п'яти редакційних колегій журналів та збірників наукових праць. Він брав участь у роботі VII з'їзду Всесоюзного товариства винахідників і раціоналізаторів (1988 р.).
Валерій Васильович вважає:

| «Справжнім науковцем може бути людина, яка має власну точку зору. Природа відкриває свої таємниці тільки тим, хто платить за це наполегливою працею» |

### Родина
Дружина Людмила Захарівна, випускниця агрохімічного факультету УСГА, працювала завідувачем лабораторії в Київській дослідній станції Інституту овочівництва і баштанництва УААН. Син Олег — директор ДП "Науково-технічний центр сертифікації «АгроСЕПРО» НААН.

## Нагороди
Ще у 1982 р. ЦК ЛКСМУ і Республіканська рада Всесоюзного товариства винахідників і раціоналізаторів присвоїли В. В. Адамчуку почесне звання «Найкращий молодий винахідник України».
Особистий внесок Валерія Васильовича у розвиток вітчизняної техніки та технологій для аграрного виробництва відзначено: Почесною грамотою Президії Української академії аграрних наук (2000), Грамотою Міністерства аграрної політики (2001), Грамотою Мінпромполітики (2004), Почесною грамотою Міністерства освіти і науки (2006), Грамотою Державного департаменту інтелектуальної власності (2008), Почесною Грамотою Київської обласної Ради профспілок (2012), Грамотою Васильківської районної адміністрації (2012), Почесною грамотою Міністерства аграрної політики та продовольства (2012, 2013, 2014), Подякою Національної академії аграрних наук України (2013), Почесною грамотою Київської обласної Державної Адміністрації (2014), Почесною грамотою «Української асоціації аграрних інженерів» (2014), Почесною грамотою Президії Національної академії аграрних наук України (2018), Почесною відзнакою Української академії аграрних наук (2008), Знаком «Відмінник технічної служби» Держтехнагляд Міністерства аграрної політики (2005), та нагрудним значком «Творець» Міністерства освіти і науки (2008), трудовою відзнакою «Знак Пошани» та знаком «Відмінник аграрної освіти та науки» ІІІ ступеня Міністерства аграрної політики України (2009), медалю «100 років М. К. Янгелю» ДП "Конструкторське бюро «Південне» (2011), Орденом Святого Рівноапостольного кн. Володимира Великого ІІІ ступеня (2017), Відзнакою «Трудова слава» ІІ ступеня (2017), Відзнакою ННЦ «ІМЕСГ» (2018), Пам'ятною ювілейною медалю «100 років Національної академії аграрних наук» (2018), Пам'ятною відзнакою на честь 100-річчя Національної академії наук України (2018), медалю "75 років ДП «ВО ПМЗ ім. О. М. Макарова» (2019), Почесною Грамотою Верховної Ради України (2009), почесним званням «Заслужений діяч науки і техніки України» (2013), Подякою Прем'єр-міністра України (2014), він Лауреат Державної премії в галузі науки і техніки України (2018), Орденом «За заслуги» ІІІ ступеня (2019).
Почесний професор Таврійського державного агротехнологічного університету (2015), почесний доктор Національного наукового центру «Інститут аграрної економіки»(2013) та Інституту агроекології і природокористування(2013), Почесний професор ННВК «Всеукраїнський науково- навчальний Консорціум» (2017), почесний професор «Центральноукраїнського національного технічного університету» (2017), Почесний професор Харківського технічного уніврситету сільського господарства ім. П. М. Василенка (2017).
Дійсний член (академік) Інженерної академії України, Голова наглядової ради Центральноукраїнського національного технічного університету, член наглядової ради Харківського технічного університету сільського господарства ім. П. М. Василенка та Вінницького національного аграрного університету, Голова Ради роботодавців Національного університету біоресурсів і природокористування України. Член Національного комітету з промислового розвитку (2016—2019)
Винаходи В. В. Адамчука відзначено дипломами «Найкращий винахід в галузі агропромислового комплексу»(2005, 2007, 2014). А створена під його керівництвом та за особистою участю машина МРД-5 на виставці «Агро–2008» одержала золоту медаль.